# Падобранско висинско одело
Падобранско висинско  (пресуризовано) одело део је заштитне опреме намењен за извођење падобранских скокова из стратосфере. Ово одено направљено је по узору на одела које носе пилоти у току лета на великим висинама.
Приликом истраживања боравка у стратосфери истраживачи су морали узети у обзир да у њеном окружењу не постоји атмосферски притисак и да нема кисеоника за одржавање живота у оним односима који владају на земљи. Унутар падобранске капсуле или свемирског брода, атмосфера може да се контролише високо софистицираном опремом, и у њој није потребна посебна одећа, али када је у стратосфери, тело падобранца треба заштитити свемирским оделом.
Земљина атмосфера састоји се од 20% кисеоника и 80% азота до висине од око 100 km где почиње свемир. На 5.486 m, густина  атмосфере је упола мања у односу на густину ваздуха на површини земље,  док је на висинама изнад 12.192 m, ваздух толико редак да је количина кисеоника толико мала да чак ни притисак кисеоника у масци за кисеоник не обезбеђује функцију дисања. Зато се у току боравка на великим висинама, због ниског парцијалног притиска кисеоника, гасови удишу под повишеним притиском како би се компензовала снижена вредност атмосферског притиска. Такође долази и до повећаног растварања гасова у течностима и ткивима организма, све до одређене количине која представља максимално засићење течности гасовима на достигнутом притиску.
Зато изнад висине од 19.202 m, падобранци и космонауту морају да носе висинска (свемирска) одела, која успешно обезбеђују, не само снабдевање органе за дисање кисеоником, већ и ваздушни притисак око тела, и  тиме задржавају телесне течности у течном стању. Наиме, на овој висини укупни ваздушни притисак атмосфере више није довољан да спречи да телесне течности пређу у стање кључања и стварања мехурића азота у крви и ткивним течностима, што унутар неколико минута може бити смртоносно.

## Историјат
За потребе првих ваздухопловних и свемирских програма, започетим после Другог светског рата, у многим ратним ваздухопловствима света, а који су извођени на великим надморским висинама, указала се потреба за примену заштитних висински пресуризованих одела.
Прве верзије биле су од неопреном обложеног унутрашњег слоја најлона и спољашњег заштитног слоја од алуминизираног најлона. Покретљивост у лакту и коленима у оделу обезбеђивано је једноставном тканином  од специјално дизајнираних трака са међусобним размаком. У оваквом оделу пилоту је било јако тешко да савија руке или ноге под утицајем сила које су владале када је одело било под притиском. Зато што је савијен зглоб унутар одела смањивао његову запремину и повећавао притисак.
У програму Меркјури космонаути су носили „мека” одела без притиска, која су служила само за случај могуће хаварије кабине свемирског брода и губитка притиска – догађаја који се на сву срећу није никада догодио у овом програму.
Конструктори висинских одела у наредном периоду трудили су се да направе што једноставније и комфорније одело и обезбеде што већу мобилност пилота. Тако је почео да се развија скафандер који је уместо тканина око зглобова имао комбинацију коморе под притиском и безбедносног слоја најлона што је омогућавало да цело одело буде флексибилније када је под притиском.
Данашња висинска одела су у облику вишеслојне коморе испуњене гасом, од чврстог неопрена обложеног најлоном, споља покривена носећом тканином, сатканом од дакрон и тефлон трака. У оваквим оделима притисак у оделу је мањи а мања је и његова крутост када је одело под притиском. Уједно у овим оделима повећана је и покретљивост руку и рамена, захваљујући вишеслојности одела.

## Намена
Једина заштита тела падобранца, у току слободног пада и спуштања падобраном, кроз негостољубиву стратосферу је висинско, пресуризовано заштитно одело са системима за одржавање живота и заштитним шлемом (у који је уграђен систем за комуникацију са контролом мисије (микрофон и слушалице)), посебно дизајнирано и конструисано за ову намену, које је од првих скокова из стратосфере до данас стално усавршавано.
Одело је пројектовано и направљено по узору на одела које носе пилоти у току лета на великим висинама, али је његова конструкција одређеним модификацијама и подешавњима побољшавана у складу са резултатима бројних мерења и истраживања у току пробних фаза појединих пројеката.

## Конструкција
Падобранско висинско одело је под унутрашњим притиском 100% кисеоника од 4,3 PSI (0,3 бара), што је еквивалентно удисању 20%, кисеоника; у висинском оделу на надморској висина до 12.192 m у капсули, или дисању на нивоу мора без свемирског одела.
Одело је такође дизајнирано да пружи заштиту телу падобранца од ниске и високе температуре (у распону од +37,7 °C до -68 °C), радијације, ветра и декомпресије на ниском атмосферском притиску од 0,135 bar-а (што је еквивалентно атмосферском притиску на надморској висини од 10.677 m).
Падобранско висинско одело може да обезбеди и заштиту тела падобранца и парцијални притисак кисеоника за нормално дисање, током периода од 24 часа, у случају пада у воду.
Пре напуштања капсуле и скока кроз стратосферу, падобранац мора неколико сати обучен у пресуризовано одело, да удише 100% кисеоник, пре полетања балона са капсулом. Ова процедура је потребно како би се из организма што више уклони азот растворен у телесним течностима. и тиме спречило његово брзо ослобађање, у облику гасних мехурића из крви ткивних течности, у условима смањеног притиска, што може довести до појаве првих симптома декомпресионе болести.
За разлику од пилота који су статични у току лета и привезани за избацивао седиште, и користе шаку за управљање авионом, дотле падобранци у току слободног пада и спуштања падобраном морају без ограничења да користе покрете свих делова тела како би стабилизовали тело у слободном паду и управљали падобраном и главе како би примали визуелне сигнале и уочавали оријентире на земљи. Зато одело и заштитни шлем морају да буду тако конструисани да у оптималним границама омогуће покрете тела и периферни вид.

### Делови одела
Падобранско висинско одело састоји од кациге, система за комуникацију и управљање (који обезбеђује функцију контрапритиска у оделу и кисеоника у кациги), комбинезона (одела), заштитних чарапа, рукавица и чизама.
Слојеви (комбинезона) одела
Одело се састоји од четири слоја:
- Првог или унутрашњег који пружа удобност кретања,
- Другог под називом „гасна мембрана“, који је помагао у савладавању разлике у ваздушном притиску
- Трећег који је одржавао облик оделу
- Четврти или спољашњи, незапаљив који је штитио од спољашњих температурних утицаја и радијације.

Остала опрема у оделу
- Посуда за прикупљање мокраће, која складишти урин, који касније може послужити за биохемијска истраживања.
- Течниост за хлађења и вентилацију одела са пратећим системом цеви, који треба да обезбеди потребан комфор падобранцу и заштиту од гладноће и прегревања током целог времена трајања прокекта.
- Комуникациони система са слушалицама и микрофоном за двосмерну комуникацију и звучним системом упозорења „опрез”.
- Биомедицински инструменти са пратећим подсистема.